# Fachir
Un fachir (/fəˈkɪər/; arabă فقیرفقیر), derivat din faqr (arabă فقرفقر, „sărăcie”) este o persoană care este autosuficientă și are doar nevoia spirituală de Dumnezeu. Fachirii sunt asceți musulmani (cunoscuți ca adepți ai sufismului) care au depus jurăminte de sărăcie și de credință, renunțând la toate relațiile interumane și posesiunile materiale.
Fachirii sunt caracterizați prin atașamentul lor față de dhikr (o practică de a repeta numele lui Dumnezeu, efectuată de multe ori după rugăciuni) și ascetism. Sufismul a câștigat aderenți în rândul unui număr mare de musulmani ca o reacție împotriva secularismului de la începutul Califatului Omeiad (661-750). Termenul se poate referi la un ascet musulman sufit din Orientul Mijlociu și Asia de Sud. Totuși, sufiții s-au răspândit pe mai multe continente și au influențat mai multe culturi timp de peste un mileniu, exprimându-și inițial convingerile lor în limba arabă, înainte de a le răspândi în persană, turcă, limbile indiene și o duzină de alte limbi.
Termenul a fost, de asemenea, folosit în mod eronat pentru a se referi la asceți hinduși și budiști (de exemplu, sadhu, guru, swami și yoghini). Aceste utilizări au apărut mai întâi în perioada dominației mogule de pe subcontinentul indian.
Există, de asemenea, un clan distinct de fachiri în India de Nord, proveniți din comunitățile de fachiri care au locuit în altarele sufi.

## Istoric

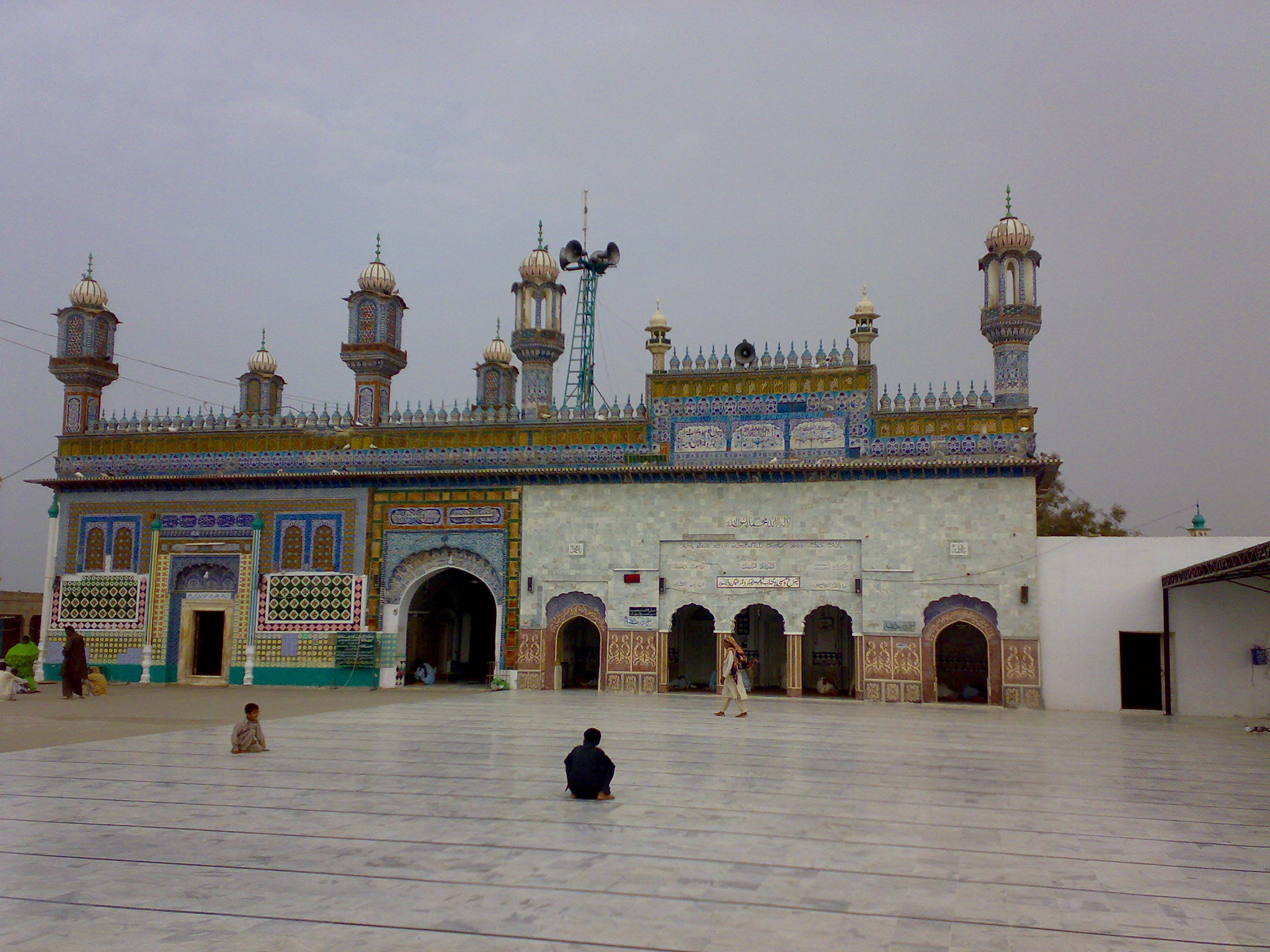
Fotografie a unui altar al fachirului musulman sufit, Sultan Bahoo, Punjab, Pakistan.

În cursul secolului al XVII-lea, un alt nobil, cercetător religios și sfânt musulman, Sultan Bahoo, a revoluționat sufismul și a repus în drepturi (împrospătându-le proprietățile) definițiile termenilor faqr și faqir.
Din punct de vedere istoric, termenii tasawwuf, faqr și faqer (substantivul lui faqr) au fost folosiți mai întâi (cu definiție completă) de Husayn ibn Ali, care era nepotul lui Mahomed. El a scris o carte, Mirat ul Arfeen, pe acest subiect, care este considerată a fi prima carte despre sufism și tasawwuf. Cu toate acestea, sub domnia omeiazilor, această carte nu a putut să fie publicată și nici nu s-a permis să se discute în mod deschis despre tasawwuf, sufism sau faqr. Pentru o lungă perioadă de timp, după Husayn ibn Ali, învățăturile faqr, tasawwuf și sufiste au fost transmise prin viu grai.
În secolul al X-lea, învățatul musulman Abdul-Qadir Gilani, fondatorul Qadri silsila, care are cei mai mulți adepți ai sufismului musulman, a elaborat doctrinele sufistă, tasawwuf și faqr.
În secolul al XIII-lea, Ibn Arabi a fost primul învățat musulman care nu numai că a început public această discuție, ci a scris, de asemenea, sute de cărți despre sufism, tasawwuf și faqr.
În limba engleză, faqir sau fakir însemna inițial un cerșetor derviș. În uzul mistic, cuvântul fachir se referă la nevoia spirituală a omului de Dumnezeu, care este singur autosuficient. Deși de origine musulmană, termenul a ajuns să fie folosit în India pentru hinduși, înlocuind în mare măsură termenii gosvamin, sadhu, bhikku etc. Fachiri sunt considerați în general oameni sfinți care au puteri miraculoase. Printre musulmani, principalele ordine sufi de fachiri sunt Chishtiyah, Qadiriyah, Naqshbandiyah și Suhrawardiyah.
Cambridge English Dictionary definește faqir-ul ca „un membru al unui grup religios islamic sau un om sfânt”.
Winston Churchill este cunoscut că s-a referit la conducătorul mișcării pentru independență a Indiei, Mahatma Gandhi, ce promova rezistență pașnică (satyagraha), ca la un „fachir răzvrătit”.

## Atribute
Atributele unui fachir au fost definite de către mulți învățați și mistici musulmani.
Învățatul musulman din vremurile îndepărtate Abdul-Qadir Gilani a definit sufismul, tasawwuf și faqr într-o manieră concludentă. Explicând atributele unui fachir, el a spus: „fachirul nu este cel care nu poate face nimic și nu este nimic în sine. Dar fachirul are toate puterile de comandă (dăruite de Alah) și ordinele sale nu pot fi revocate.”
Ibn Arabi a explicat sufismul, inclusiv faqr, în mai multe detalii. El a scris mai mult de 500 de cărți pe acest subiect. El a fost primul învățat musulman care a introdus deschis (prima dată în mod deschis) ideea de Wahdat al-wujud. Scrierile sale sunt considerate o sursă solidă, care a depășit timpul.
Un alt învățat musulman, Sultan Bahoo, descrie un fachir ca pe unul „care a fost încredințată cu autoritate deplină de Alah (Dumnezeu)”. În aceeași carte, Sultan Bahoo spune: „fachirul atinge eternitatea prin dizolvarea sa în unicitatea lui Alah. Atunci când el se golește de orice altceva decât Alah, sufletul lui ajunge la divinitate”. El spune într-o altă carte: „fachirul trece prin trei pași (etape). Primul pas pe care îl face din eternitate (fără început) în această lume muritoare, al doilea pas din această lume finită în lumea de apoi și ultimul pas pe care îl face din lumea de apoi către Alah”.

## Gurdjieff
În învățătura A patra cale a lui G. I. Gurdjieff cuvântul fachir este folosit pentru a desemna calea fizică specifică de dezvoltare, spre deosebire de cuvintele yogi (pe care Gurdjieff o consideră calea mentală de dezvoltare) și călugăr (folosită pentru calea emoțională de dezvoltare).